# جزایر جمیرا
جزایر جمیرا (به عربی: (به عربی: جزر الجميرا)) (به انگلیسی: Jumeirah Islands) یکی از محله‌های دبی، امارات متحده عربی است. این محله دارای ۵۰ جزیرهٔ کوچک است (۴۶ عدد مسکونی است) که هر کدام را «خوشه» می‌نامند و در هر خوشه ۱۶ ویلا ساخته شده است. تمام این جزیره‌های کوچک در یک دریاچهٔ مصنوعی (ساخت بشر) قرار دارند. در کل ۷۳۶ ویلا در این مجموعه قرار دارد که تمام آن‌ها از استخر خصوصی برخوردار است.
ساخت و ساز این محله در سال ۲۰۰۶ به پایان رسید و افتتاح شد.